# Heimattreue Deutsche Jugend
Heimattreue Deutsche Jugend, cu acronimul HDJ, (în traducere „Tineretul german loial patriei”) este o organizație extremistă de dreapta cu vederi neofasciste din Schleswig-Holstein, Germania. Ea a luat naștere în anul 1990, are câteva sute de membri și a fost interzisă la data de 31 martie 2009 de ministrul de interne german Wolfgang Schäuble. La momentul interzicerii organizației, numărul de membri în toată Germania este estimat la 450.
O măsură anterioră luată de Ministerul de Interne German a fost în octombrie 2007, când au fost interzise uniformele organizației. 
Conform Statutului, principala misiune a organizației era ca tineretul să acorde ajutor semenilor, să fie loiali localității natale și patriei și să creeze o gândire îndreptată spre înțelegerea între popoare. În acest scop, organizează tabere cu corturi, excursii, tabere de tineret și întâlniri sportive și educative. Un punct important era angajarea împotriva anglicizării limbii noastre materne. 